# Список самых высоких зданий Словении
Список самых высоких зданий Словении — перечень самых высоких зданий страны.

## Список
В этом списке приведены небоскрёбы Словении с высотой от 55 метров, основанные на стандартных измерениях высоты. Эта высота включает шпили и архитектурные детали, но не включает антенны радиовышек и башен. Существующие сооружения включены для построения рейтинга, основываясь на текущей высоте. Знак равенства (=) после ранга указывает на ту же высоту между двумя или более зданий. В столбце «Год» означает год, в котором здание было завершено. Свободно стоящие башни, оттяжки мачта и другие нежилые структуры включены для сравнения, однако они не ранжированы.
| Место | Здание                                   | Город       | Высота, м | Этажность | Год     | Примечания | Фото |
| ----- | ---------------------------------------- | ----------- | --------- | --------- | ------- | --- | ---- |
| 1     | Crystal Palace                           | Любляна     | 89        | 22        | 2011    | |      |
| 2     | Intercontinental Hotel Ljubljana         | Любляна     | 85        | 21        | 2017    | Самое высокое здание в Любляне. |      |
| 3     | World Trade Center Ljubljana             | Любляна     | 75        | 18        | 1993    | Самое высокое здание в Словении до 2010 года.                                                                                               |      |
| 4     | Situla                                   | Любляна     | 72        | 21        | 2013    | |      |
| 5     | Tivolska 50                              | Любляна     | 71        | 15        | 1981    | |      |
| 6     | Неботичник                               | Любляна     | 70        | 13        | 1933    | Первый небоскрёб Словении. На момент постройки был самым высоким зданием на Балканах и десятым по высоте в Европе.                          |      |
| 7=    | TR3                                      | Любляна     | 69        | 17        | 1973    | |      |
| 7=    | Церковь Святого Иосифа                   | Любляна     | 69        |           | 1922    | Самая высокая церковь Словении. |      |
| 9     | Betnavski park                           | Марибор     | 67        | 3x17      | 2009/10 | Самое высокое здание в Словении за пределами Любляны.                                                                                       |      |
| 10    | UKC Maribor                              | Марибор     | 65.5      | 16        | 1973    | |      |
| 11    | Церковь Святого Иакова                   | Любляна     | 65        |           |         | |      |
| 12    | Eda center                               | Нова-Горица | 62        | 15        | 2011    | |      |
| 13=   | Metalka Building                         | Любляна     | 60        | 15        | 1963    | |      |
| 13=   | TR2                                      | Любляна     | 60        | 12        | 1975    | |      |
| 15    | R5                                       | Любляна     | 59        | 17        | 2010    | |      |
| 16    | Hotel Plaza                              | Любляна     | 58.5      | 17        | 2012    | |      |
| 17    | Basilica of Our Mother of Mercy, Maribor | Марибор     | 58        |           | 1900    | |      |
| 18    | Собор Святого Иоанна Крестителя          | Марибор     | 57        |           | 1623    | Первоначально высота собора была 76 метров, однако из-за попадания молнии в здание в 1792 году после перестройки высота здания уменьшилась. |      |

## Предложенные к постройке здания
В списке перечислены строящиеся здания которые как планируется превысят планку в 80 метров.
| Место | Здание               | Город   | Высота, м | Этажность | Год  | Примечания |
| ----- | -------------------- | ------- | --------- | --------- | ---- | ---------- |
| 1     | Dravska Vrata        | Марибор | 112       |           |      |            |
| 2     | Emonika              | Любляна | 107       |           | 2012 |            |
| 3     | Kolizej Centre       | Любляна | 75        | 18        | 2010 |            |
| 4     | Severna mestna vrata | Любляна | 2 x 72    | 22        | 2010 |            |